# 76e British Academy Film Awards
De 76e BAFTA Film Awards werden op 19 februari 2023 uitgereikt in de Royal Festival Hall in Londen. De prijsuitreiking werd gepresenteerd door Richard E. Grant, terwijl Alison Hammond middels een stream een blik achter de schermen gaf.
Op 6 januari 2023 maakte de BAFTA na de eerste stemronde de longlists bekend, een lijst van films en filmmakers die kans maken op een nominatie. De nominaties zelf werden op 19 januari bekendgemaakt door Hayley Atwell en Toheeb Jimoh.

## Winnaars en genomineerden
De winnaars staan bovenaan in vet lettertype.

### Beste film
- All Quiet on the Western Front
  - The Banshees of Inisherin
  - Elvis
  - Everything Everywhere All at Once
  - Tár

### Beste regisseur
- All Quiet on the Western Front – Edward Berger
  - The Banshees of Inisherin – Martin McDonagh
  - Decision to Leave – Park Chan-wook
  - Everything Everywhere All at Once – Daniel Kwan en Daniel Scheinert
  - Tár – Todd Field
  - The Woman King – Gina Prince-Bythewood

### Beste originele scenario
- The Banshees of Inisherin – Martin McDonagh
  - Everything Everywhere All at Once – Daniel Kwan en Daniel Scheinert
  - The Fabelmans – Tony Kushner en Steven Spielberg
  - Tár – Todd Field
  - Triangle of Sadness – Ruben Östlund

### Beste bewerkte scenario
- All Quiet on the Western Front – Edward Berger, Lesley Paterson en Ian Stokell
  - Living – Kazuo Ishiguro
  - The Quiet Girl – Colm Bairéad
  - She Said – Rebecca Lenkiewicz
  - The Whale – Samuel D. Hunter

### Beste vrouwelijke hoofdrol
- Cate Blanchett – Tár
  - Viola Davis – The Woman King
  - Ana de Armas – Blonde
  - Danielle Deadwyler – Till
  - Emma Thompson – Good Luck to You, Leo Grande
  - Michelle Yeoh – Everything Everywhere All at Once

### Beste mannelijke hoofdrol
- Austin Butler – Elvis
  - Colin Farrell – The Banshees of Inisherin
  - Brendan Fraser – The Whale
  - Daryl McCormack – Good Luck to You, Leo Grande
  - Paul Mescal – Aftersun
  - Bill Nighy – Living

### Beste vrouwelijke bijrol
- Kerry Condon – The Banshees of Inisherin
  - Angela Bassett – Black Panther: Wakanda Forever
  - Hong Chau – The Whale
  - Jamie Lee Curtis – Everything Everywhere All at Once
  - Dolly de Leon – Triangle of Sadness
  - Carey Mulligan – She Said

### Beste mannelijke bijrol
- Barry Keoghan – The Banshees of Inisherin
  - Brendan Gleeson – The Banshees of Inisherin
  - Ke Huy Quan – Everything Everywhere All at Once
  - Eddie Redmayne – The Good Nurse
  - Albrecht Schuch – All Quiet on the Western Front
  - Micheal Ward – Empire of Light

### Uitzonderlijke Britse film
- The Banshees of Inisherin
  - Aftersun
  - Brian and Charles
  - Empire of Light
  - Good Luck to You, Leo Grande
  - Living
  - Roald Dahl's Matilda the Musical
  - See How They Run
  - The Swimmers
  - The Wonder

### Uitzonderlijk debuut van een Britse schrijver, regisseur of producent
- Aftersun – Charlotte Wells (schrijver/regisseur)
  - Blue Jean – Georgia Oakley (schrijver/regisseur), Hélène Sifre (producent)
  - Electric Malady – Marie Lidén (regisseur)
  - Good Luck to You, Leo Grande – Katy Brand (schrijver)
  - Rebellion – Elena Sánchez Bellot (regisseur), Maia Kenworthy (regisseur)

### Beste niet-Engelstalige film
- All Quiet on the Western Front
  - Argentina, 1985
  - Corsage
  - Decision to Leave
  - The Quiet Girl

### Beste documentaire
- Navalny
  - All That Breathes
  - All the Beauty and the Bloodshed
  - Fire of Love
  - Moonage Daydream

### Beste animatiefilm
- Guillermo del Toro's Pinocchio
  - Marcel the Shell with Shoes On
  - Puss in Boots: The Last Wish
  - Turning Red

### Beste originele muziek
- All Quiet on the Western Front – Volker Bertelmann
  - Babylon – Justin Hurwitz
  - The Banshees of Inisherin – Carter Burwell
  - Everything Everywhere All at Once – Son Lux
  - Guillermo del Toro's Pinocchio – Alexandre Desplat

### Beste casting
- Elvis – Nikki Barrett en Denise Chamian
  - Aftersun – Lucy Pardee
  - All Quiet on the Western Front – Simone Bär
  - Everything Everywhere All at Once – Sarah Halley Finn
  - Triangle of Sadness – Pauline Hansson

### Beste cinematografie
- All Quiet on the Western Front – James Friend
  - The Batman – Greig Fraser
  - Elvis – Mandy Walker
  - Empire of Light – Roger Deakins
  - Top Gun: Maverick – Claudio Miranda

### Beste montage
- Everything Everywhere All at Once – Paul Rogers
  - All Quiet on the Western Front – Sven Budelmann
  - The Banshees of Inisherin – Mikkel E.G. Nielsen
  - Elvis – Jonathan Redmond en Matt Villa
  - Top Gun: Maverick – Eddie Hamilton

### Beste productieontwerp
- Babylon – Florencia Martin en Anthony Carlino
  - All Quiet on the Western Front – Christian M. Goldbeck en Ernestine Hipper
  - The Batman – James Chinlund en Lee Sandales
  - Elvis – Catherine Martin, Karen Murphy en Bev Dunn
  - Guillermo del Toro's Pinocchio – Curt Enderle en Guy Davis

### Beste kostuumontwerp
- Elvis – Catherine Martin
  - All Quiet on the Western Front – Lisy Christl
  - Amsterdam – J.R. Hawbaker en Albert Wolsky
  - Babylon – Mary Zophres
  - Mrs. Harris Goes to Paris – Jenny Beavan

### Beste grime en haar
- Elvis – Jason Baird, Mark Coulier, Louise Coulston en Shane Thomas
  - All Quiet on the Western Front – Heike Merker
  - The Batman – Naomi Donne, Mike Marino en Zoe Tahir
  - Roald Dahl's Matilda the Musical – Naomi Donne, Barrie Gower en Sharon Martin
  - The Whale – Anne Marie Bradley, Judy Chin en Adrien Morot

### Beste geluid
- All Quiet on the Western Front – Lars Ginzsel, Frank Kruse, Viktor Prášil en Markus Stemler
  - Avatar: The Way of Water – Christopher Boyes, Michael Hedges, Julian Howarth, Gary Summers en Gwendoyln Yates Whittle
  - Elvis – Michael Keller, David Lee, Andy Nelson en Wayne Pashley
  - Tár – Deb Adair, Stephen Griffiths, Andy Shelley, Steve Single en Roland Winke
  - Top Gun: Maverick – Chris Burdon, James H. Mather, Al Nelson, Mark Taylor en Mark Weingarten

### Beste visuele effecten
- Avatar: The Way of Water – Richard Baneham, Daniel Barrett, Joe Letteri en Eric Saindon
  - All Quiet on the Western Front – Markus Frank, Kamil Jafar, Viktor Müller en Frank Petzold
  - The Batman – Russell Earl, Dan Lemmon, Anders Langlands en Dominic Tuohy
  - Everything Everywhere All at Once – Benjamin Brewer, Ethan Feldbau, Jonathan Kombrinck en Zak Stoltz
  - Top Gun: Maverick – Seth Hill, Scott R. Fisher, Bryan Litson en Ryan Tudhope

### Beste Britse korte animatie
- The Boy, the Mole, the Fox and the Horse
  - Middle Watch
  - Your Mountain Is Waiting

### Beste Britse korte film
- An Irish Goodbye
  - The Ballad of Olive Morris
  - Bazigaga
  - Bus Girl
  - A Drifting Up

## Films met meerdere nominaties
De volgende films ontvingen meerdere nominaties:
| Nominaties | Film                              | Awards |
| ---------- | --------------------------------- | ------ |
| 14         | All Quiet on the Western Front    | 7      |
| 10         | The Banshees of Inisherin         | 4      |
| 10         | Everything Everywhere All at Once | 1      |
| 9          | Elvis                             | 4      |
| 5          | Tár                               | 1      |
| 4          | Aftersun                          | 1      |
| 4          | The Batman                        |        |
| 4          | Good Luck to You, Leo Grande      |        |
| 4          | Top Gun: Maverick                 |        |
| 4          | The Whale                         |        |
| 3          | Babylon                           | 1      |
| 3          | Empire of Light                   |        |
| 3          | Guillermo del Toro's Pinocchio    | 1      |
| 3          | Living                            |        |
| 3          | Triangle of Sadness               |        |
| 2          | Avatar: The Way of Water          | 1      |
| 2          | Decision to Leave                 |        |
| 2          | The Quiet Girl                    |        |
| 2          | Roald Dahl's Matilda the Musical  |        |
| 2          | She Said                          |        |
| 2          | The Woman King                    |        |

## BAFTA Fellowship
- Sandy Powell

## Rising Star Award
- Emma Mackey
  - Naomi Ackie
  - Sheila Atim
  - Aimee Lou Wood
  - Daryl McCormack